# 36061 Haldane
36061 Haldane este un asteroid din centura principală de asteroizi.

## Descriere
36061 Haldane este un asteroid din centura principală de asteroizi. A fost descoperit pe 11 septembrie 1999 la Monte Agliale de Matteo Santangelo. Asteroidul prezintă o orbită caracterizată de o semiaxă mare de 3,26 ua, o excentricitate de 0,06 și o înclinație de 3,5° în raport cu ecliptica.